# Cultura de Kuwait

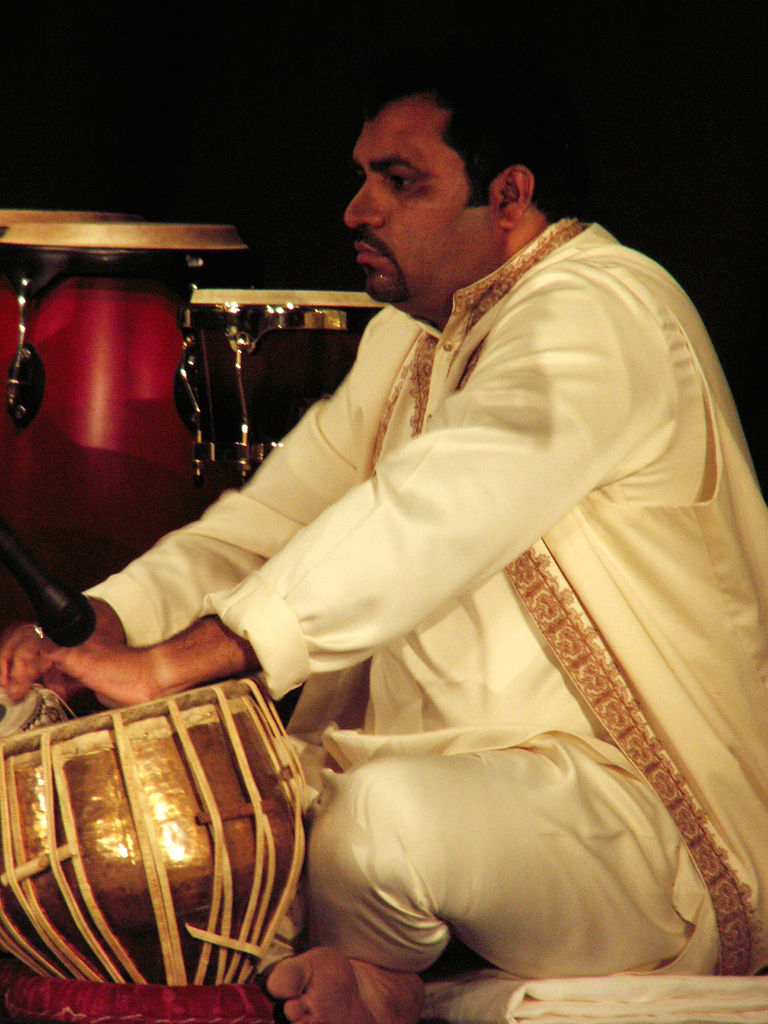
Músico tocando la tabla en el VIII Festival Internacional de Música de Kuwait.

Dado que Kuwait nunca fue una colonia, la cultura de Kuwait es producto de un desarrollo propio del pueblo kuwaití, con una limitada influencia externa.
Las condiciones de vida de la zona previas al advenimiento de la era del petróleo definieron el desarrollo de ciertas habilidades y organizaciones sociales basadas en la familia y la tribu, que fueron la base para la supervivencia de los grupos humanos que habitaban la región. A cambio de este apoyo, el individuo desarrolló una actitud de servicio y lealtad a su grupo. Ello potenció el crecimiento de redes sociales basadas en clanes, que son todavía muy fuertes y constituyen el basamento de las relaciones sociales entre los kuwaitíes.
Desde edad muy temprana se enseña a los niños kuwaitíes a servir y proteger a los miembros mayores de la familia y a garantizar la cooperación entre clanes, para no avergonzar a la familia. El éxito en la educación de un joven kuwaití se ve reflejado en la cantidad de respeto que se ha sabido ganar.
El concepto de “rostro” es equivalente al respeto y reputación en occidente, con excepción de que el rostro tiene una intensidad en la sociedad kuwaití que es casi inconcebible para un occidental. Además, dicho respeto se atribuye, no sólo al individuo sino también a su grupo, y en un joven que alcanza la madurez su éxito personal es visto como sinónimo del éxito de la familia o grupo. := =:
El “rostro” se expresa a través de la hospitalidad, generosidad y lealtad a la familia o grupo en particular. Un kuwaití pasa su vida construyendo su rostro personal y social y el sentido de cara subyace en muchos comportamientos sociales en Kuwait.

## Diwaniah
El diwaniah es una institución característica de la cultura de Kuwait, que no se conoce en otros países del golfo Pérsico. Los diwaniah son reuniones de hombres que normalmente tienen lugar por las tardes, uno, dos, tres veces por semana o incluso todos los días. Habitualmente, los hombres se reúnen en sillones confortables y discuten cualquier tema, tanto político, social, económico, local o internacional. Los diwanahs se pueden considerar como un símbolo y prueba del talante democrático y la libertad de expresión del país. Normalmente el huésped sirve té o algún tentempié. Algunos comerciantes y miembros del parlamento anuncian sus diwaniah en los periódicos para que miembros del público puedan visitarlos.
Las mujeres a veces también tienen sus diwaniah, aunque no son demasiado extendidos y no se mezclan con los Diwaniah de hombres.

## Música
La tradición musical de Kuwait estuvo bien documentada hasta la Guerra del Golfo, cuando el ejército de Irak destruyó el archivo. Sin embargo, Kuwait ha mantenido una industria musical activa, tanto antes como después de la invasión. La música refleja las diversas influencias de la cultura kuwaití en general, incluyendo música del África oriental y de la India.
Kuwait es, junto a Baréin, el centro del sawt, un tipo de música popular con aires de blues. Fue popularizada en los años 1970 por Shadi al Khaleej (el Canto de pájaro del Golfo). Nabil Shaeil y Abdullah El Rowaished son los artistas de sawt más populares en la actualidad. Ambos incluyen influencias de la música techno y del pop europeo. 
Otros grupos populares incluyen a la Al-Budoor Band.

### Música y baile tradicional
La música tradicional kuwaití es ejecutada principalmente por mujeres en privado, con algunas bandas de música exclusivamente de mujeres haciendo conciertos en celebraciones públicas. Instrumentos de percusión simples, como pequeños tambores (mirwas) y palmas son los únicos instrumentos utilizados. Las canciones de boda incluyen los al-Fann, durante las que también se baila individualmente el al-Khamary y también el al-Sameri. 
La canción de marineros Al Arda Al Bahariya es ampliamente conocida en Kuwait, al igual que las canciones del tipo al-Nahma que acompañaban las labores de navegación. 
Los mawled son recitados de secciones de la biografía de Mahoma, cantadas durante fiestas religiosas
Los beduinos son conocidos por el uso de un instrumento llamado rubabah, aunque también emplean el oud, el tanbarah (instrumento de cuerda) y el habban (gaita).
El al-Fareesa es una danza realizada por mujeres disfrazadas de hombres en determinadas fiestas nacionales y religiosas. La danza se realiza como una batalla entre un caballero y dos atacantes. Otros bailes tradicionales incluyen una danza de sables llamada ardah (acompañada de tambores y panderetas) y las danzas de mujeres llamadas khamari, tanboura, fraisah, zifan y samiri.
- Datos: Q3138087
- Multimedia: Culture of Kuwait / Q3138087